# Verein Grünes Kreuz

Logo des Vereins

Der Verein Grünes Kreuz ist eine österreichische karitative Organisation im Bereich der Land-, Forst- und Jagdwirtschaft. Er wurde im Jahr 1905 von Erzherzog Franz Salvator von Österreich-Toskana gegründet.
Neben Unterstützungen die der Verein in Not geratener Menschen in den oben angeführten Bereichen gewährt, führt der Verein auch Aktivitäten zum Naturschutz – etwa die Förderung von Wildforschungsprojekten – durch.

## Jägerball
Während der Verein in der Öffentlichkeit nicht so präsent ist, ist dessen von Beginn an in Wien durchgeführter Jägerball oder Ball des Vereins des Grünen Kreuzes einer der Höhepunkte der Wiener Ballsaison.
Das erste Mal wurde der Ball von Alexander Prinz von Solms-Braunfels im Wiener Hotel InterCont bereits im Gründungsjahr organisiert – mit dem Ziel in Not geratene Jäger und deren Familien zu unterstützen. Der Ball bildet nach wie vor die finanzielle Basis für den karitativen Zweck des Grünen Kreuzes.
Der Jägerball unterscheidet sich von den anderen Wiener Traditionsbällen nicht zuletzt dadurch, dass laut Kleiderordnung Damen und Herren in Tracht erscheinen sollten. Die Patronanz des Balles wird von den einzelnen Bundesländern jährlich rotierend übernommen.
Im Jahr 2011 fand der 90. Ball in der Hofburg samt den Redoutensälen statt und hatte etwa 6000 Besucher. Die Patronanz hatte das Bundesland Kärnten. 2014 fanden sich zwischen 50 (Polizeiangaben) und 100 (Veranstalter) Demonstranten gegen den Jägerball vor der Hofburg ein. Dabei wurden fünf Mitglieder des Vereins gegen Tierfabriken von einem nach Polizeiangaben „amtsbekannten Mann“ mit Buttersäure attackiert.
Im September 2020 wurde der Jägerball 2021 aufgrund der COVID-19-Pandemie abgesagt. Ebenfalls wurde der Jägerball 2022 aufgrund der Pandemie abgesagt, der 100. Jägerball fand im Jänner 2023 unter Vereinspräsidentin Christa Kummer-Hofbauer statt.